# José María de Caralt
José María de Caralt Mas (kat. Josep Maria de Caralt i Mas, ur. 19 maja 1907 w Barcelonie, zm. 23 sierpnia 1981) – hiszpański hokeista na trawie, uczestnik Letnich Igrzysk Olimpijskich 1928.
De Caralt dostał powołanie na letnie igrzyska olimpijskie w Amsterdamie w 1928 roku. Wystąpił tam w dwóch spotkaniach fazy grupowej. 17 maja Hiszpanie przegrali 1–5 z Niemcami, a dwa dni przegrali 1–2 z Francuzami. Hiszpanie zremisowali także inny mecz grupowy z Holendrami (w którym de Caralt nie grał), tym samym zajmując ostatnie miejsce w fazie grupowej. De Caralt, grający na tym turnieju w linii ofensywnej, nie zdobył żadnego gola.